# Прва влада Алексе Симића

## Чланови владе
| Функција                                                   | Слика | Име и презиме   | Детаљи                                         |
| ---------------------------------------------------------- | ----- | --------------- | ---------------------------------------------- |
| Привремени књажески представник и попечитељ инострани дела |       | Алекса Симић    |                                                |
| Привремени књажески представник и попечитељ инострани дела |       | Алекса Јанковић | отправник дужности, 24.9/6.10 — 5/17.11. 1843. |
| Попечитељ внутрени дела                                    |       | Илија Гарашанин |                                                |
| Попечитељ правосудија и просвештенија                      |       | Паун Јанковић   |                                                |
| Попечитељ финансија                                        |       | Павле Станишић  |                                                |